# Kacprów (uroczysko)
Kacprów – uroczysko-dawna miejscowość, nieistniejąca wieś w województwie mazowieckim w powiecie przysuskim w gminie Przysucha.

## Historia
Kacprów to dawna wieś. W latach 1867–1954 należał do gminy Gowarczów w powiecie koneckim, początkowo w guberni kieleckiej, a od 1919 w woj. kieleckim. Tam 4 listopada 1933 utworzył gromadę o nazwie Kacprów w gminie Gowarczów, obejmującą oprócz Kacprowa także pastwiska majątku Ludwinów. 1 kwietnia 1939 wraz z główną częścią powiatu koneckiego został włączony do woj. łódzkiego.
Podczas II wojny światowej włączony do Generalnego Gubernatorstwa (dystrykt radomski), nadal jako gromada w gminie Gowarczów, licząca w 1943 roku 520 mieszkańców. Po wojnie początkowo w województwie łódzkim, a od 6 lipca 1950 ponownie w województwa kieleckim, jako jedna z 25 gromad gminy Gowarczów w powiecie koneckim.
Likwidacja Kacprowa wiąże się z istniejącym w okolicy od końca XIX wieku poligonu wojskowego Barycz. Na początku lat 1950. został on rozbudowany i wówczas z tych terenów wysiedlono mieszkańców wsi: Budki, Eugeniów, Gąsiorów, Gródek, Huta, Januchta, Józefów, Kacprów, Ludwinów, Stefanów, Wola Nosowa i Zapniów. Jednak już na przełomie lat 50. i 60. poligon zlikwidowano, a już 1 stycznia 1959 utworzono na tym terenie Nadleśnictwo Barycz, którego głównym celem było zalesienie ponad 4000 ha gruntów rolnych byłego poligonu. 31 grudnia 1959 Kacprów wyłączono z gromady Gowarczów, włączając go do gromady Ruski Bród w powiecie przysuskim.
Dzisiaj na terenie lasu w miejscu dawnych zabudowań znajdują się resztki fundamentów, a w miejscowości Brzeźnica krzyż i pamiątkowe tablice z 2005 roku. Tablica po lewej stronie poświęcona jest leśnikom i robotnikom leśnym pracującym tutaj w latach 1960–1975, natomiast tablica po prawej stronie mieszkańcom wsi, którzy mieszkali na tych terenach przed wysiedleniem.